# Šišman di Vidin
Šišman di Vidin (in bulgaro Шишман? (XII secolo – tra il 1308 e il 1313) è stato un nobile bulgaro (boiardo) che governò in maniera semi-indipendente nella fortezza danubiana di Vidin tra la fine del XIII e l'inizio del XIV secolo.
Šišman, che fu insignito del titolo di despota dall'imperatore bulgaro Giorgio Terter I, era un cumano che potrebbe essersi insediato come signore di Vidin già nel 1270.
Nel 1291 giurò fedeltà ai tartari dell'Orda d'Oro e, nel 1292, guidò una campagna infruttuosa contro la vicina Serbia. Anche se i serbi espugnarono Vidin nella loro controffensiva, Šišman fu posto nuovamente a capo della regione, forse grazie all'influenza tartara, malgrado stavolta come vassallo serbo. Tuttavia, continuò a governare le sue terre in modo ampiamente indipendente. Suo figlio e successore Michele gli subentrò come despota di Vidin e salì al trono bulgaro nel 1323; Šišman fu il capostipite dell'ultima dinastia reale bulgara medievale, la quale deve a lui il nome.

## Biografia

### Despota bulgaro e sovranità tatara
La vita e l'ascesa di Šišman all'interno della nobiltà bulgara sono scarsamente documentate. Egli era di origini cumane e discendeva probabilmente dai gruppi di cumani stabilitisi in Bulgaria dopo il 1241, quando i conflitti etnici con gli ungheresi li indussero a lasciare il regno d'Ungheria. La storiografia bulgara ha considerato degna di fondamento l'ipotesi secondo cui la prima moglie di Šišman fosse una figlia dal nome ignoto di Anna Teodora e del sebastocratore Pietro, oltre che una nipote materna dell'imperatore Ivan Asen II (regnante dal 1218 al 1241) della dinastia Asen. Nelle fonti contemporanee, Šišman viene variamente descritto come principe (knjaz), re o addirittura imperatore (zar) di Bulgaria, sebbene il suo unico titolo ufficiale fosse quello di despota.
Secondo lo storico John V. A. Fine, Šišman potrebbe aver esercitato la sua autorità sulla regione di Vidin già nel 1270, dopo la morte del precedente signore di quell'area, Giacobbe Svetoslav. Salì forse alla posizione di despota di Vidin subito dopo l'ascesa di un altro nobile bulgaro di origine cumana, Giorgio Terter I (r. 1280-1292). Šišman era probabilmente un parente stretto, forse addirittura un fratello, di Giorgio Terter I.
Stando a quanto riferito dall'arcivescovo serbo Danilo, vissuto nella prima del XIV secolo, il dominio di Šišman si estendeva su «gran parte della terra bulgara» e «nelle regioni limitrofe». Le sue terre costituivano infatti la più grande provincia autonoma della Bulgaria dell'epoca. Lo storico bulgaro Ĭordan Andreev stima che le terre governate da Šišman si estendessero dalle gole delle Porte di Ferro del Danubio a ovest fino alle città di Lom e Vraca a est. Šišman controllava inoltre delle aree a nord del Danubio, nella Valacchia occidentale (Oltenia), poiché i cronisti lasciano intendere che il fiume Danubio scorresse nei suoi possedimenti.
Nel 1285, la crescente pressione tartara da nord-est aveva costretto il Secondo Impero bulgaro a passare sotto la dipendenza politica di Nogai Khan, il sovrano dell'Orda d'Oro. All'epoca il dominio di Šišman, il cui centro principale era a Vidin, risultava in gran parte indipendente rispetto agli zar bulgari di Tarnovo, malgrado preservasse un certo grado di lealtà nei confronti della Bulgaria e intrattenesse relazioni amichevoli con la Serbia. Tuttavia, nel 1291 anche Šišman fu costretto a riconoscere la sovranità di Nogai per contrastare la crescente pressione serba da ovest. Nello stesso anno, le forze congiunte di due fratelli, un vassallo ungherese Stefano Dragutin e il re serbo Stefano Milutin (r. 1280-1321), erano riuscite a spodestare due nobili cumano-bulgari alleati di Šišman, Darman e Kudelin, che controllavano la regione di Braničevo. Di conseguenza, Šišman non riuscì a respingere le truppe dei fratelli e accettò la sovranità serba.

### Campagna anti-serba e vassallaggio serbo

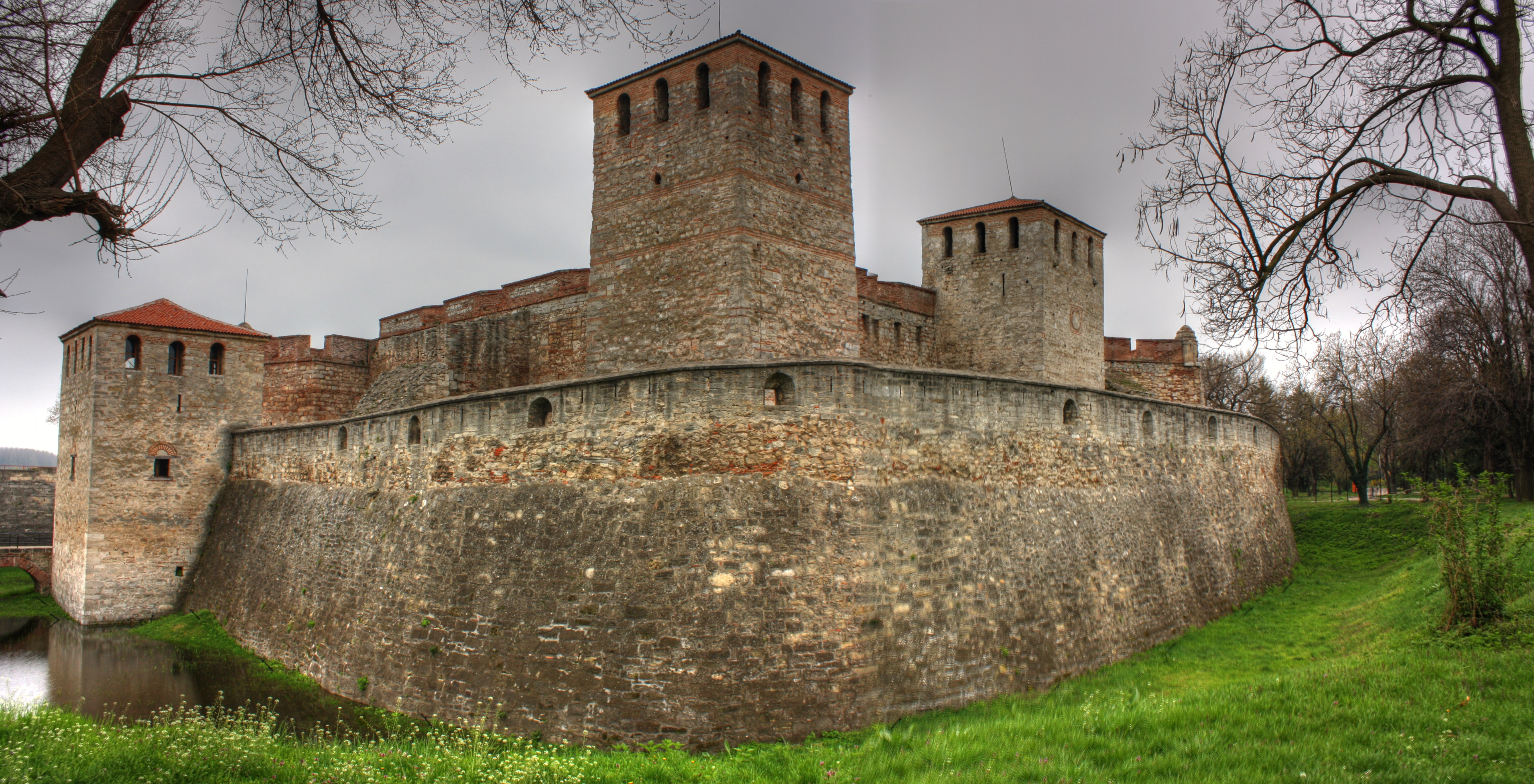
Il castello medievale di Baba Vida a Vidin, centro principale del regno semi-indipendente di Šišman

Incoraggiato da Nogai, nel 1292 Šišman lanciò una grande campagna contro Milutin, il suo vicino serbo a ovest. Grazie all'appoggio di mercenari tartari, le forze di Šišman si spinsero in profondità nel territorio serbo e raggiunsero Hvosno, nel Kosovo. Dopo aver tentato invano di conquistare la fortezza di Ždrelo e aver dato alle fiamme il monastero di Žiča, le truppe del signore bulgaro tornarono a Vidin senza aver ottenuto alcun guadagno in termini territoriali. La risposta di Milutin all'aggressione di Šišman si rivelò assai più efficace. Il suo contrattacco portò le forze serbe a raggiungere Vidin e a espugnare il principale centro amministrato da Šišman dopo un breve assedio. Il despota, tuttavia, riuscì a fuggire a nord del Danubio, dove si trovavano i tartari.
Invece di annettere le terre di Šišman, Milutin gli consentì di rivestire nuovamente la carica Šišman di despota di Vidin, a patto di concludere un'alleanza con la Serbia. Per rendere il rapporto ancora più saldo, Šišman dovette sposare la figlia del grande zupano (veliki župan) serbo Dragoš. Il matrimonio tra figlio di Šišman e futuro imperatore bulgaro Michele (r. 1323-1330) con la figlia di Milutin, Ana-Neda, fu anch'esso organizzato in quel periodo con l'intenzione di suggellare ulteriormente l'unione. È abbastanza lampante che l'inatteso ritorno di Šišman a Vidin e l'alleanza con la Serbia furono autorizzati da Nogai, dato che allo stesso tempo anche la Serbia dovette accettare di sottomettersi ai tartari. Milutin fu persino costretto a mandare in prigionia suo figlio Stefano Dečanski per scongiurare il rischio di un attacco tartaro.
Sebbene il regno di Šišman fosse nominalmente uno Stato cliente serbo per un periodo di tempo imprecisato, egli mantenne la sua semi-indipendenza, come in passato. Egli preservò relazioni pacifiche con la Bulgaria e, secondo Andreev, la sua attività politica si concentrò principalmente nei rapporti con il Secondo Impero. Šišman mantenne inoltre stretti contatti con Nogai e i suoi discendenti, come dimostra il fatto che, nel 1301-1302, fornì rifugio politico a diversi parenti di Nogai, tra cui suo nipote Qara-Kesek, fuggito a Vidin insieme a 3 000 uomini di cavalleria e rimasto in città fino a qualche periodo successivo al 1325. Questi nobili tartari stavano fuggendo dalle epurazioni compiute dal nuovo khan, Tokta, che aveva sconfitto e assassinato Nogai nel 1299-1300. Contrariamente all'opinione di Andreev, Fine ritiene che la morte di Nogai aumentò l'influenza della Serbia su Vidin.
Šišman morì all'inizio del XIV secolo, tra il 1308 e il 1313 al massimo. Gli succedette come sovrano di Vidin il figlio Michele, che nel 1323 fu eletto al trono bulgaro poiché l'imperatore Giorgio Terter II (r. 1321-1322) morì senza aver avuto figli maschi. Oltre a Michele, la progenie di Šišman comprendeva Belaur, un altro despota di Vidin, e Keraca Petrica, madre dell'imperatore bulgaro Ivan Alessandro (1331-1371). Lo storico bulgaro Ivan Božilov ha ritenuto che tutti i figli noti di Šišman fossero comunque discendenti della dinastia Asen, in quanto avuti dalla sua prima moglie, la figlia di Anna Teodora. I discendenti di Šišman di Vidin, noti per antonomasia come dinastia Šišman, regnarono sul Secondo Impero bulgaro dal 1323 fino a quando non fu sottomesso dall'Impero ottomano al termine del XV secolo.